# Vzpírání na Letních olympijských hrách 1992
Vzpěračské soutěže na Letních olympijských hrách 1992 v Barceloně.

## Medailisté

### Muži
| Kategorie | Zlato                                       | Stříbro                                 | Bronz                                |
| --------- | ------------------------------------------- | --------------------------------------- | ------------------------------------ |
| –52 kg    | Ivan Ivanov · Bulharsko (BUL)               | Lin Čchi-šeng · Čína (CHN)              | Traian Cihărean · Rumunsko (ROU)     |
| –56 kg    | Chun Byung-kwan · Jižní Korea (KOR)         | Liou Šou-pin · Čína (CHN)               | Luo Ťien-ming · Čína (CHN)           |
| –60 kg    | Naim Süleymanoğlu · Turecko (TUR)           | Nikolaj Pešalov · Bulharsko (BUL)       | Che Jing-čchiang · Čína (CHN)        |
| –67.5 kg  | Israel Militosyan · Sjednocený tým (EUN)    | Yoto Yotov · Bulharsko (BUL)            | Andreas Behm · Německo (GER)         |
| –75 kg    | Tudor Casapu · Sjednocený tým (EUN)         | Pablo Lara · Kuba (CUB)                 | Kim Mjong-nam · Severní Korea (PRK)  |
| –82.5 kg  | Pyrros Dimas · Řecko (GRE)                  | Krzysztof Siemion · Polsko (POL)        | nebyla udělena                       |
| –90 kg    | Akakios Kakiasvilis · Sjednocený tým (EUN)  | Serguei Syrtsov · Sjednocený tým (EUN)  | Sergiusz Wolczaniecki · Polsko (POL) |
| –100 kg   | Vikkor Tregubov · Sjednocený tým (EUN)      | Tymur Tajmazov · Sjednocený tým (EUN)   | Waldemar Malak · Polsko (POL)        |
| –110 kg   | Ronny Weller · Německo (GER)                | Artour Akoev · Sjednocený tým (EUN)     | Stefan Botev · Bulharsko (BUL)       |
| +110 kg   | Alexander Kurlovitch · Sjednocený tým (EUN) | Leonid Taranenko · Sjednocený tým (EUN) | Manfred Nerlinger · Německo (GER)    |

## Přehled medailí
| Pořadí | Země                 | Zlato | Stříbro | Bronz | Celkově |
| ------ | -------------------- | ----- | ------- | ----- | ------- |
| 1.     | Sjednocený tým (EUN) | 5     | 4       | 0     | 9       |
| 2.     | Bulharsko (BUL)      | 1     | 2       | 1     | 4       |
| 3.     | Německo (GER)        | 1     | 0       | 2     | 3       |
| 4.     | Řecko (GRE)          | 1     | 0       | 0     | 1       |
| 4.     | Jižní Korea (KOR)    | 1     | 0       | 0     | 1       |
| 4.     | Turecko (TUR)        | 1     | 0       | 0     | 1       |
| 7.     | Čína (CHN)           | 0     | 2       | 2     | 4       |
| 8.     | Polsko (POL)         | 0     | 1       | 2     | 3       |
| 9.     | Kuba (CUB)           | 0     | 1       | 0     | 1       |
| 10.    | Severní Korea (PRK)  | 0     | 0       | 1     | 1       |
| 10.    | Rumunsko (ROU)       | 0     | 0       | 1     | 1       |
| Celkem | Celkem               | 10    | 10      | 9     | 29      |